# Лелековская
Лелековская — деревня в Сямженском районе Вологодской области.
Входит в состав Устьрецкого сельского поселения, с точки зрения административно-территориального деления — в Устьрецкий сельсовет.
Расстояние по автодороге до районного центра Сямжи — 23 км, до центра муниципального образования Усть-Реки — 2 км. Ближайшие населённые пункты — Кузьминская, Усть-Река, Герасимиха, Горка, Прожектор.
По переписи 2002 года население — 38 человек (18 мужчин, 20 женщин). Всё население — русские.